# Gran Premio de Estados Unidos de Motociclismo de 2012
El Gran Premio de Estados Unidos de Motociclismo de 2012 (oficialmente Red Bull U.S. Grand Prix) fue la décima prueba del Campeonato del mundo de 2012. Tuvo lugar en el fin de semana del 27 al 29 de julio de 2012 en el circuito de Laguna Seca, situado en Monterey, estado de California, Estados Unidos.
Solo estaba programada La categoría de MotoGP, que fue ganada por Casey Stoner, completaron el podio Jorge Lorenzo y Dani Pedrosa.

## Resultados

### Resultados MotoGP
| Pos     | N.º | Piloto           | Constructor  | Vueltas | Tiempo           | Parrilla | Puntos |
| ------- | --- | ---------------- | ------------ | ------- | ---------------- | -------- | ------ |
| 1       | 1   | Casey Stoner     | Honda        | 32      | 43:45.961        | 2        | 25     |
| 2       | 99  | Jorge Lorenzo    | Yamaha       | 32      | +3.429           | 1        | 20     |
| 3       | 26  | Dani Pedrosa     | Honda        | 32      | +7.633           | 3        | 16     |
| 4       | 4   | Andrea Dovizioso | Yamaha       | 32      | +18.602          | 6        | 13     |
| 5       | 35  | Cal Crutchlow    | Yamaha       | 32      | +18.779          | 5        | 11     |
| 6       | 69  | Nicky Hayden     | Ducati       | 32      | +26.902          | 8        | 10     |
| 7       | 6   | Stefan Bradl     | Honda        | 32      | +28.393          | 9        | 9      |
| 8       | 19  | Álvaro Bautista  | Honda        | 32      | +50.246          | 7        | 8      |
| 9       | 41  | Aleix Espargaró  | ART-Aprilia  | 32      | +1:18.993        | 12       | 7      |
| 10      | 17  | Karel Abraham    | Ducati       | 32      | +1:22.076        | 14       | 6      |
| 11      | 14  | Randy de Puniet  | ART-Aprilia  | 31      | +1 vuelta        | 11       | 5      |
| 12      | 68  | Yonny Hernández  | BQR-Kawasaki | 31      | +1 vuelta        | 15       | 4      |
| 13      | 5   | Colin Edwards    | Suter-BMW    | 31      | +1 vuelta        | 13       | 3      |
| 14      | 22  | Iván Silva       | BQR-Kawasaki | 31      | +1 vuelta        | 20       | 2      |
| Ret     | 46  | Valentino Rossi  | Ducati       | 29      | Caída            | 10       |        |
| Ret     | 11  | Ben Spies        | Yamaha       | 21      | Suspensión/Caída | 4        |        |
| Ret     | 77  | James Ellison    | ART-Aprilia  | 19      | Caída            | 21       |        |
| Ret     | 9   | Danilo Petrucci  | Ioda-Aprilia | 18      | Retirado         | 19       |        |
| Ret     | 54  | Mattia Pasini    | ART-Aprilia  | 11      | Retirado         | 18       |        |
| Ret     | 24  | Toni Elías       | Ducati       | 1       | Caída            | 17       |        |
| Ret     | 51  | Michele Pirro    | FTR-Honda    | 0       | Caída            | 16       |        |
| DNQ     | 15  | Steve Rapp       | APR-Kawasaki |         | No se clasificó  |          |        |
| Fuente: |     |                  |              |         |                  |          |        |